# Włocławek (gmina wiejska)
Włocławek – gmina wiejska w Polsce położona w województwie kujawsko-pomorskim, w powiecie włocławskim. W latach 1975–1998 gmina administracyjnie należała do województwa włocławskiego.
Siedziba gminy to Włocławek.
Według danych z 30 czerwca 2004 gminę zamieszkiwało 6371 osób.
Na terenie gminy funkcjonuje lotnisko Włocławek-Kruszyn.

## Struktura powierzchni
Według danych z roku 2002 gmina Włocławek ma obszar 219,92 km², w tym:
- użytki rolne: 33%
- użytki leśne: 49%

Gmina stanowi 14,94% powierzchni powiatu.

## Ochrona przyrody
Na terenie gminy znajdują się 4 rezerwaty przyrody:
- Rezerwat przyrody Dębice – leśny, chroni wilgotne dąbrowy świetliste z rzadkimi roślinami
- Rezerwat przyrody Gościąż – przyrody nieożywionej (geomorfologiczny), chroni drobnolaminowane osady denne
- Rezerwat przyrody Kulin – florystyczny, chroni największe w Polsce stanowisko dyptamu jesionolistnego (gorejący krzew Mojżesza)
- Rezerwat przyrody Wójtowski Grąd – leśny, chroni grąd i bór mieszany świeży na wydmach

## Demografia
Dane z 30 czerwca 2004:
| Opis                              | Ogółem | Ogółem | Kobiety | Kobiety | Mężczyźni | Mężczyźni |
| --------------------------------- | ------ | ------ | ------- | ------- | --------- | --------- |
| jednostka                         | osób   | %      | osób    | %       | osób      | %         |
| populacja                         | 6371   | 100    | 3198    | 50,2    | 3173      | 49,8      |
| gęstość zaludnienia (mieszk./km²) | 29     | 29     | 14,5    | 14,5    | 14,4      | 14,4      |

Demografia w Gminie Włocławek.
W ostatnich latach – do 2019 roku włącznie - zauważalny był wyraźny wzrost mieszkańców. Liczba mieszkańców zameldowanych na pobyt stały i czasowy w latach 2014 – 2020, według stanów na dzień 31 grudnia danego roku, przedstawiała się następująco:

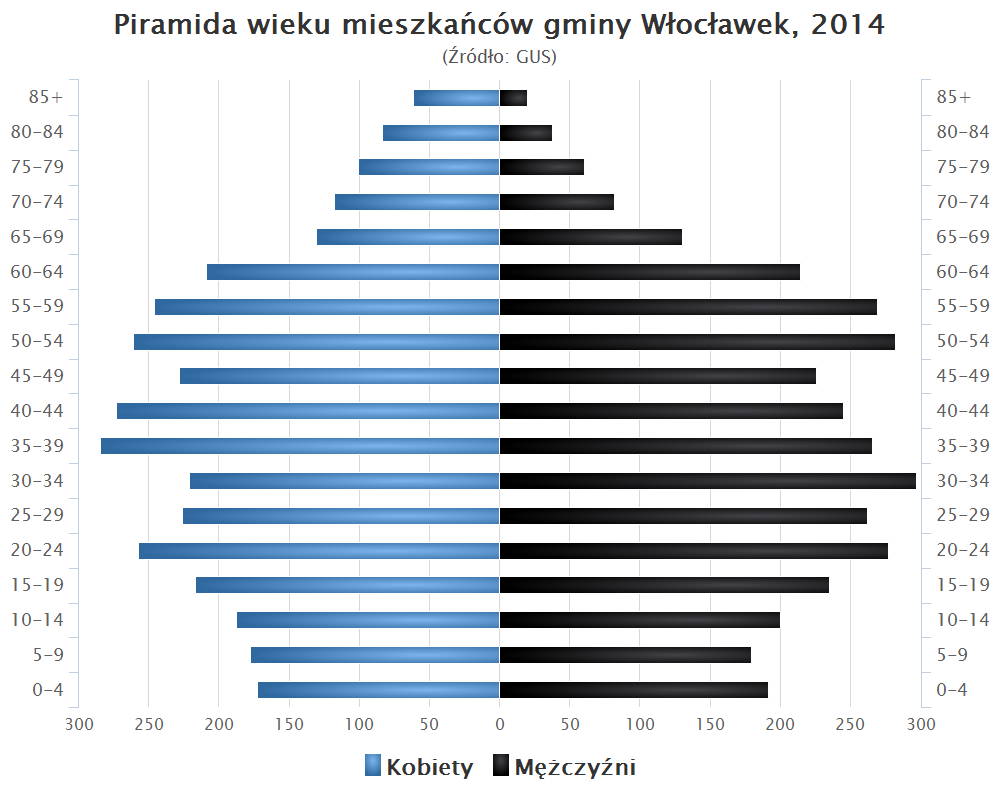
Piramida wieku mieszkańców gminy Włocławek w 2014 roku

2014r. – 7 094 mieszkańców,
2015r. – 7 164 mieszkańców,
2016r. – 7 188 mieszkańców,
2017r. – 7 255 mieszkańców,
2018r. – 7 289 mieszkańców,
2019r. – 7 354 mieszkańców,
2020r. – 7 355 mieszkańców,
2021r. – 7 342 mieszkańców
2022r. – 7 379 mieszkańców. 

## Zabytki
Wykaz zarejestrowanych zabytków nieruchomych na terenie gminy:
- zespół dworski w Dębicach, obejmujący: murowano-drewniany dwór z oranżerią, ; park z XVIII w.; spichrz z początku XX w., nr A/1497/1-3 z 30.12.1987 roku
- zespół pałacowy z początku XIX w. w Smólsku, obejmujący: pałac; park, nr 165/A z 05.06.1985 roku
- zespół dworski z początku XIX w. miejscowości Świętosław obejmujący: dwór; park; kuźnię; oborę; spichrz; stajnię; stodołę, nr 287/A z 20.01.1992 roku
- zespół dworski z połowy XIX w. w Wistce Szlacheckiej, obejmujący: dwór; park z XVIII w., nr 282/A z 22.04.1991 roku.

## Sołectwa
Dąb Mały, Dobra Wola, Gróbce, Józefowo, Kolonia Dębice, Kosinowo, Koszanowo, Kruszyn, Kruszynek, Ludwinowo, Ładne, Łagiewniki, Markowo, Modzerowo, Mursk, Nowa Wieś, Pińczata, Poddębice, Skoki Duże, Smólnik, Smólsk, Telążna Leśna, Warząchewka Królewska, Warząchewka Nowa, Warząchewka Polska i Wistka Królewska. 

## Pozostałe miejscowości
Adaminowo, Dąb Polski, Dąb Wielki, Dębice, Dobiegniewo, Humlin, Jazy, Łączki, Łuba Druga, Mostki, Płaszczyzna, Potok, Przerytka, Przyruda, Radyszyn, Ruda, Skoki Małe, Smolarka, Smolarskie, Stasin, Sykuła, Świętosław, Telążna Stara, Widoń, Wikaryjskie, Wistka Szlachecka, Wójtowskie, Zuzałka.

## Sąsiednie gminy
Baruchowo, Brudzeń Duży, Brześć Kujawski, Choceń, Dobrzyń nad Wisłą, Kowal, Lubraniec, Nowy Duninów, Włocławek (miasto)